# Христодор
Христодор (грец. Χριστόδωρος; кін. V — поч. VI ст.) — візантійський поет. Відомий також як Христодор Коптійський.

## Життя і творчість
Походив з еллінської родини Верхнього Єгипту. Син Паніска. Народився у м.Коптос десь наприкінці V ст. Ймовірно замолоду перебрався до Константинополя, де входив до кола придворних поетів.
Складав твори середньогрецькою мовою. Виразно простежується вплив Нонна Панополітанського. Відомий як епічний поет та епіграфіст. До його доробку належать поеми «Патрика» (про найдавнішу історію малоазійських міст) та «Лідіака», присвячена історії Лідії. Друга поема, ймовірно, була однією з ранніх форм придворного епосу, що став популярним жанром у візантійській літературі в ІХ-ХІ ст. Прикметно, що з Лідії походив імператор Анастасій I, що тоді володарював. Також був автором поеми «Ісаврика» у 6 книгах, що розповідала про завоювання Анастасієм I області Ісаврія в Малій Азії. Проте усі поеми було втрачено. На додаток до цього втрачено чотири книги його послань і твір про філософа Прокла Діадоха.
З робіт Христодора збереглися лише численні епіграми, об'єднані в 3 книги (складові тепер Палатинської антології). Особливо примітна екфраза «Опис статуй у громадській гімнасії, що зветься Зевксиповим» з 416 гекзаметрів. Будівля, про яку йдеться у Христодора, була побудована в давньому місті Візантій ще за римського імператора Луція Септимія Севера і відома як Терми Зевксіппа. Описи Христодора включали більш-менш розлогі характеристики близько 80 розмальованих персонажів, у яких автор широко використовував риторичні штампи. Особливе місце в екфразі Христодора займає опис статуї «богорівного чоловіка» Гомера, якому присвячено близько 50 рядків. Це важливе джерело з опису цих термів, оскільки вони згоріли у 532 році.